# Magna cum laude
Magna cum laude è un'espressione latina, dal significato letterale «con grande lode». Espressioni come cum Laude, Magna cum Laude, Summa cum Laude, Maxima cum Laude, consistono in una valutazione, assegnata in relazione all'intervallo di punteggio in cui ricade la media conseguita dal laureato nel suo iter universitario (GPA, Grade Point Average).

## Parametri per l'ottenimento del grado
In Francia si usano normalmente le espressioni très bien avec félicitations du jury, très bien, bien e assez bien. Alcuni Istituti Universitari come le Grandes Écoles come l'Institut d'études politiques de Paris, HEC Paris e le Università che rilasciano il Dottorato (Doctorat) sono soliti usare i titoli in latino o in inglese: summa cum laude o graduated with highest honors per il 2% migliore degli studenti e cum laude o graduated with honors per il successivo 5% degli studenti di quell'anno accademico.
In Svizzera, i gradi: cum laude, magna cum laude, insigni cum laude e summa cum laude vengono utilizzati, ma il GPA esatto corrispondente a ciascuno varia da istituto a istituto.
Nel Regno Unito la formula cum laude viene utilizzata (p. es., Università di Edimburgo) per indicare una laurea degna di lode, ma l'ulteriore classificazione è indicata in inglese, ad esempio Primi Ordinis per First Class, ecc.
In Germania, la gamma di gradi è: rite ("debitamente" conferito, cioè, sono stati soddisfatti i requisiti), cum laude, magna cum laude e summa cum laude. Questi gradi sono per lo più utilizzati quando viene conferito un "dottorato", non per i titoli di primo e secondo ciclo, per i quali invece sono utilizzate solo votazioni numeriche.
Nelle Università anglosassoni viene utilizzato il GPA, calcolato come il rapporto tra Quality Points e Hours attempted: i Quality Points sono il prodotto del voto ottenuto (da 4 per un voto A a 1 per un voto D) per il valore in crediti del corso. Il massimo GPA raggiungibile è 4.000; ci sono tre menzioni d'onore, riservate a chi consegue un GPA compreso nei tre relativi intervalli in relazione al punteggio massimo raggiungibile. Gli intervalli di assegnazione variano leggermente all'interno di ogni scuola del medesimo istituto accademico; negli Stati Uniti circa il 5% può raggiungere la menzione Summa.
In Italia i vari termini usati per differenziare il massimo voto all'esito del percorso universitario, oltre la Lode, sono:
- Bacio Accademico,
- Abbraccio Accademico,
- Dignità di Menzione,
- Dignità di Stampa,

non hanno né valore legale, tantomeno sono riportati sulla pergamena o sul certificato di laurea. Ultimamente, tuttavia, alcune Università, come l’Università degli Studi di Bari, hanno iniziato a rilasciare attestati a tutti gli studenti modello insigniti del plauso e della menzione accademica.